# Noomi Rapace
Hilda Noomi Durán (Hudiksvall, 28 de diciembre de 1979), conocida artísticamente como Noomi Rapace, es una actriz sueca, conocida por interpretar a Lisbeth Salander en las adaptaciones suecas de la saga Millennium: Hombres que odian a las mujeres, La chica que soñaba con una cerilla y un bidón de gasolina, y La reina en el palacio de las corrientes de aire. También es conocida por interpretar a Madame Simza Heron en Sherlock Holmes: Juego de sombras (2011), Elizabeth Shaw en la película de ciencia ficción de Ridley Scott, Prometheus (2012), Nadia en The Drop (2014) o Raisa Demidova en Child 44 (2015).

## Biografía
Nació como Hilda Noomi Norén, ya que su actual apellido lo adoptó como apellido familiar al casarse con el actor Ola Norell, actualmente Ola Rapace, con el que estuvo casada del año 2001 al 2011, y junto al que, tras el matrimonio, eligió el apellido Rapace que significa «rapaz» o «ave de presa» en francés.
De madre sueca y padre español, su padre fue el cantaor de flamenco y actor de origen gitano Rogelio Durán (1953-2007) cuyo nombre artístico era Rogelio Dabargos, natural de Badajoz y al cual no conoció hasta los 15 años. Noomi Rapace no tuvo contacto con su padre durante su infancia, que pasó en Järna y, posteriormente, en Islandia, al casarse su madre con un islandés y donde vivió durante cinco años. Tiene dos medio hermanas. Su padrastro trabajaba como criador de caballos y estaba implicado en trabajos de rodaje, por lo que a la edad de siete años tuvo la oportunidad de tomar parte en el film Í skugga hrafnsins de Hrafn Gunnlaugsson en un pequeño papel, experiencia que hizo que decidiese ser actriz.
Dos años después, la familia volvió a Suecia y fue inscrita en una escuela de Pedagogía Waldorf. En 1996, con 16 años, debutó en televisión en el papel de Lucinda Gonzales en la serie Tre kronor. 
Estudió en Skara Skolscen entre 1998–1999. Actuó en el Theater Plaza 2000–2001, Orionteatern 2001, Teater Galeasen 2002, Stockholms stadsteater en 2003 y en el Dramaten. 
En 2007 formó parte del reparto como actriz principal de la película Daisy Diamond, estrenada en el Festival de San Sebastián 2007.
En 2009, interpretó el papel de Lisbeth Salander en las películas suecas de la trilogía Millennium: Män som hatar kvinnor, dirigida por Niels Arden Oplev; Flickan som lekte med elden y Luftslottet som sprängdes, dirigidas por Daniel Alfredson. Las películas están basadas en las obras homónimas del escritor sueco Stieg Larsson. Por esta interpretación obtuvo las mejores críticas de su carrera profesional, llamando la atención en Hollywood.
En 2011 trabajó a las órdenes de Guy Ritchie en Sherlock Holmes: Juego de sombras, protagonizada por Robert Downey Jr. y Jude Law.
En 2012 protagonizó la película Prometheus de Ridley Scott junto a Michael Fassbender y Charlize Theron. También, ese mismo año, protagoniza el videoclip de The Rolling Stones Doom and Gloom.
En 2014 interpretó a Nadia en la película The Drop junto a Tom Hardy, James Gandolfini y Matthias Schoenaerts. En 2015, también junto a Tom Hardy, interpretó a la esposa de éste, Raisa Demidova en Child 44.

## Filmografía
| Título                            | Año  | Papel                                                                       | Notas |
| --------------------------------- | ---- | --------------------------------------------------------------------------- | --- |
| In the Shadow of the Raven        | 1988 | no acreditada                                                               | Título original: Í skugga hrafnsins |
| Sanning eller konsekvens          | 1997 | Nadja                                                                       | |
| En utflykt till månens baksida    | 2003 | Andrea                                                                      | |
| Capricciosa                       | 2003 | Elvira                                                                      | |
| Toleransens gränser               | 2005 | Mom                                                                         | |
| Blodsbröder                       | 2005 | Veronica                                                                    | |
| Enhälligt beslut                  | 2006 | Amira                                                                       | |
| Du & jag                          | 2006 | Maja                                                                        | |
| Sökarna - Återkomsten             | 2006 |                                                                             | |
| Daisy Diamond                     | 2007 | Anna                                                                        | Bodil Award a la mejor actriz Robert Award a la mejor actriz |
| Män som hatar kvinnor             | 2009 | Lisbeth Salander                                                            | Título original: Män som hatar kvinnor (Traducción "Hombres que odian a las mujeres") Guldbagge Award a la mejor actriz Nymphe d’Or a la mejor actriz en una Miniserie de TV (también por Flickan som lekte med elden y Luftslottet som sprängdes) Nymphe d’Or a la mejor actriz New York Film Critics Online Award a la Artista Revelación Satellite a la mejor actriz de reparto - drama Empire Award a la mejor actriz Nominada—BAFTA a la mejor actriz Nominada—Broadcast Film Critics Association Award a la mejor actriz Nominada—Premio del Cine Europeo a la mejor actriz europea Nominada—Houston Film Critics Society Award a la mejor actriz Nominada—Las Vegas Film Critics Society Award a la mejor actriz Nominada— London Film Critics Circle Award a la actriz del año Nominada—St. Louis Gateway Film Critics Association Award Film Critics Association Award a la mejor actriz |
| Flickan som lekte med elden       | 2009 | Lisbeth Salander                                                            | Título original: Flickan som lekte med elden (Traducción: "La chica que jugó con fuego") |
| Luftslottet som sprängdes         | 2009 | Lisbeth Salander                                                            | Título original: Luftslottet som sprängdes (Traducción: "El castillo de aire que estalló") |
| Svinalängorna                     | 2010 | Leena                                                                       | Título original: Svinalängorna São Paulo International Film Festival Award a la mejor actriz Nominada—Guldbagge Award a la mejor actriz |
| Babycall                          | 2011 | Anna                                                                        | Mejor actriz Rome Film Festival |
| Sherlock Holmes: Juego de sombras | 2011 | Madame Simza Heron                                                          | Nominada- Teen Choice Award a la mejor actriz de acción |
| Prometheus                        | 2012 | Elizabeth Shaw                                                              | |
| Passion                           | 2012 | Isabelle                                                                    | |
| Dead Man Down                     | 2013 | Beatrice                                                                    | |
| The Drop                          | 2014 | Nadia                                                                       | |
| Child 44                          | 2015 | Raisa Demidov                                                               | |
| Rupture                           | 2016 | Renee                                                                       | |
| Código Abierto                    | 2017 | Agente especial Alice Racine                                                | |
| What Happened to Monday           | 2017 | Lunes, Martes, Miércoles, Jueves, Viernes, Sábado & Domingo / Karen Settman | |
| Bright                            | 2017 | Leilah                                                                      | |
| Stockholm (en suinglés)           | 2018 | Bianca Lind                                                                 | |
| Angel of Mine                     | 2019 | Lizzie                                                                      | |
| Escolta                           | 2019 | Sam Carlson                                                                 | |
| Lamb                              | 2021 | María                                                                       | |
| The Trip                          | 2021 | Lisa                                                                        | |
| Black Crab                        | 2022 | Caroline Edh                                                                | |

| Título                    | Año       | Papel                   | Notas                                         |
| ------------------------- | --------- | ----------------------- | --------------------------------------------- |
| Tre kronor                | 1996–1997 | Lucinda Gonzales        | Serie de TV, 12 episodios                     |
| Röd jul                   | 2001      | Kvinna på krog          | Película de TV                                |
| Pusselbitar               | 2001      | Marika Nilsson          | Miniseries de TV                              |
| Stora teatern             | 2002      | Fatima                  | Miniseries de TV                              |
| Tusenbröder               | 2003      | Hemvårdare              | Serie de TV, Episodio: Tusenbröder II - Del 5 |
| Älskar, älskar och älskar | 2004      | Nelly                   | Película de TV                                |
| Lovisa och Carl Michael   | 2005      | Anna Rella              | Película de TV                                |
| Labyrint                  | 2007–2008 | Nicky                   | Serie de TV, 12 episodios                     |
| Millennium                | 2010      | Lisbeth Salander        | Miniserie de TV, 6 episodios                  |
| Tom Clancy's Jack Ryan    | 2019      | Harriet 'Harry' Baumann | Serie de TV, Episodio #2.1                    |

## Premios y nominaciones
| Premio                                     | Año  | Categoría                                                  | Obra                                | Resultado |
| ------------------------------------------ | ---- | ---------------------------------------------------------- | ----------------------------------- | --------- |
| Premio Bodil                               | 2008 | Mejor Actriz                                               | Daisy Diamond                       | Ganadora  |
| Robert Award                               | 2008 | Mejor Actriz                                               | Daisy Diamond                       | Ganadora  |
| Premios del Cine Europeo                   | 2009 | Mejor Actriz                                               | Män som hatar kvinnor               | Nominada  |
| Nymphe d’Or                                | 2010 | Mejor Actriz en una Miniserie de TV                        | Trilogía Millennium (Versión de TV) | Ganadora  |
| Nymphe d’Or                                | 2010 | Mejor Actriz                                               | Män som hatar kvinnor               | Ganadora  |
| Broadcast Film Critics Association Award   | 2010 | Broadcast Film Critics Association Award a la Mejor Actriz | Män som hatar kvinnor               | Nominada  |
| Guldbagge                                  | 2010 | Mejor Actriz                                               | Män som hatar kvinnor               | Ganadora  |
| Houston Film Critics Society               | 2010 | Mejor Actriz                                               | Män som hatar kvinnor               | Nominada  |
| Las Vegas Film Critics Society Award       | 2010 | Mejor Actriz                                               | Män som hatar kvinnor               | Nominada  |
| New York Film Critics Online Awards        | 2010 | Breakthrough Performer                                     | Män som hatar kvinnor               | Ganadora  |
| Premios Satellite                          | 2010 | Mejor actriz dramática                                     | Män som hatar kvinnor               | Ganadora  |
| St. Louis Gateway Film Critics Association | 2010 | Mejor Actriz                                               | Män som hatar kvinnor               | Nominada  |
| Muestra Internacional de Cine de São Paulo | 2010 | Mejor Actriz                                               | Beyond                              | Ganadora  |
| Hollywood Film Festival                    | 2010 | Spotlight Award                                            |                                     | Ganadora  |
| London Film Critics Circle                 | 2011 | Actriz del Año                                             | Män som hatar kvinnor               | Nominada  |